# Quique Jiménez
Enrique «Quique» Jiménez Martínez, también conocido como Torito, (Ciudadela, Baleares; 11 de mayo de 1977) es un escenógrafo y colaborador de televisión español.

## Biografía

### Primeros años
Nacido en la Ciudadela de Menorca, estudió la carrera de Bellas Artes en la Universidad de Barcelona. Es licenciado en Bellas Artes y tiene un máster en Museología y gestión del patrimonio cultural. En su carrera como artista trabajó haciendo decorados para publicidad y cine. Incluso ha llegado a ganar el primer premio de Pintura Sant Antoni Diario Menorca y con tan solo 19 años fue el ganador del VIII premio Sant Antoni - Sa Nostra de Pintura de Menorca El premio artístico más prestigioso de la isla de Menorca.
Su carrera en televisión comenzó en el 2002 mientras hacía el decorado de un anuncio de TV, y decidió presentarse al casting para el programa Vitamina N en City TV (Ahora 8TV). El casting se retransmitía en directo y el ganador, que fue él, consiguió un contrato de un año para trabajar en ese programa. En el 2004 lo contratan en Tele5 para colaborar en el programa nocturno TNT y desde ese día ha enlazado un programa con otro.

### Trayectoria profesional
Tras su participación en el programa presentado por Jordi González, comenzó a ser reportero y colaborador en diversos espacios de Telecinco como Sálvese quien pueda, TNT, La Noria, Vuélveme loca, Resistiré, ¿vale?, Abre los ojos y mira y ¡Qué tiempo tan feliz!. Además, el reportero también fue presentador de los programas Souvenirs y Fent Trull LA LA LA, emitidos en el canal IB3 entre 2007 y 2014.
Aunque gran parte de su fama la debe a sus reportajes en la revista Primera Línea donde ha realizado entrevistas y desnudos durante 10 años con personajes como Chenoa, Rosa López, Carlos Baute, Tamara Gorro, Nacho Vidal o Melani Olivares. Estos reportajes los compaginaba con otros reportajes editados pro la reviosta QMD e Interviú. 
En 2017 escribió su primer libro «Ácido», que trata de sus vivencias desde la niñez. También ha colaborador en programas de Radio como Diagonal de Rac1, presentado por Jordi González y Fricandó Matiner de Rac105 presentado por Gerard Romero. 
Actualmente continúa ligado al mundo de la televisión, siendo uno de los colaboradores imprescindibles y más transgresores de la actualidad, habiendo colaborado en Hora punta durante unas semanas en 2017 y en Viva la vida en Telecinco donde estuvo muchos años compaginando la labor de reportero y colaborador, son míticos sus reportajes en los diferentes pueblos de la España Rural. Además, en agosto de 2018 sustituyó a Llum Barrera presentando el concurso Atrápame si puedes. Además, actualmente presenta el mismo programa los fines de semana. En mayo de 2023 ficha por Atresmedia para colaborar en el programa Zapeando, siendo el  maestro de ceremonias de una de las secciones con más éxito del espacio de tarde de La Sexta.

### Vida personal
En cuanto a su vida personal, el presentador está casado con Raúl Jiménez, al que conoció en Sevilla en el 2006, con quien se casó en el 2011 y tuvo un hijo en 2016 mediante gestación subrogada.

## Trayectoria

### Programas de televisión
| Programas   | Programas              | Programas | Programas               |
| Año         | Título                 | Cadena    | Notas                   |
| ----------- | ---------------------- | --------- | ----------------------- |
| 2002 - 2004 | Vitamina N             | City TV   | Colaborador             |
| 2004 - 2006 | TNT                    | Telecinco | Colaborador / Reportero |
| 2005        | Sálvese quien pueda    | Telecinco | Reportero               |
| 2005        | Pecado Original        | Telecinco | Reportero               |
| 2005        | Nunca es Tarde         | Telecinco | Colaborador             |
| 2007        | Souvenirs              | IB3       | Presentador             |
| 2007        | Joc i Gols             | IB3       | Reportero               |
| 2007 - 2008 | Fent Trull             | IB3       | Presentador             |
| 2008        | Trolley                | IB3       | Presentador             |
| 2009        | Tal cual lo contamos   | Antena 3  | Colaborador/Reportero   |
| 2009 - 2011 | La Noria               | Telecinco | Colaborador             |
| 2010 - 2011 | Vuélveme loca          | Telecinco | Reportero               |
| 2010 - 2011 | Resistiré, ¿vale?      | Telecinco | Colaborador             |
| 2012 - 2017 | ¡Qué tiempo tan feliz! | Telecinco | Colaborador / Reportero |
| 2013 - 2014 | Abre los ojos y mira   | Telecinco | Colaborador             |
| 2014 - 2015 | Todo va bien           | Cuatro    | Colaborador             |
| 2014 - 2016 | Debate GH + GHVIP      | Telecinco | Colaborador             |
| 2014        | La La La               | IB3       | Presentador             |
| 2016 - 2017 | Hora punta             | RTVE      | Colaborador             |
| 2017 - 2022 | Viva la vida           | Telecinco | Colaborador / Reportero |
| 2018        | Sábado Deluxe          | Telecinco | Colaborador             |
| 2018        | Atrápame si puedes     | IB3       | Presentador             |
| 2022        | La gran confusión      | La 1      | Colaborador             |
| 2022        | Una vida Bárbara       | Antena3   | Colaborador             |
| 2023 - 2024 | Zapeando               | La Sexta  | Colaborador             |
| 2025        | Masterchef Celebrity   | La 1      | Concursante             |

### Series de televisión
| Series | Series         | Series      | Series    | Series     |
| Año    | Título         | Cadena      | Personaje | Episodios  |
| ------ | -------------- | ----------- | --------- | ---------- |
| 2008   | Ous I Caragols | IB3         | Él mismo  | 1 episodio |
| 2013   | EXPOSADOS      | IB3         | Él mismo  | 1 episodio |
| 2015   | Gym Tony       | Cuatro      | Él mismo  | 1 episodio |
| 2023   | XHOXB          | SKYSHOWTIME | Él mismo  | 1 episodio |